# Pelletier (Témiscouata)
Pour les articles homonymes, voir Pelletier.
Le Pelletier (celui qui prépare, vend ou achète une peau) est le nom donné à une ancienne communauté qui vivait à mi-chemin entre Saint-Alexandre-de-Kamouraska et Saint-Éleuthère dans la province de Québec. L'abandon du chemin de fer du Témiscouata suivi de la création du tronçon du Canadien National entre Saint-André-de-Kamouraska et Pelletier Station en 1977 a engendré un déplacement d'une part importante du trafic continental entre Montréal et les provinces maritimes à l'ouest de Rivière-du-Loup.

## Source en ligne
- Commission de toponymie du Québec
- Le Pelletier. Le Québec, une histoire de famille